# Luther H. Hodges
Luther Hartwell Hodges, född 9 mars 1898 i Pittsylvania County, Virginia, död 6 oktober 1974 i Chapel Hill, North Carolina, var en amerikansk demokratisk politiker. Han var guvernör i delstaten North Carolina 1954–1961. Han tjänstgjorde som USA:s handelsminister 1961–1965.
Hodges växte upp i North Carolina och studerade vid University of North Carolina at Chapel Hill.
Hodges efterträdde 1953 Hoyt Patrick Taylor som viceguvernör i North Carolina. Guvernör William B. Umstead avled 1954 i ämbetet och efterträddes av Hodges.
President John F. Kennedy utnämnde 1961 Hodges till handelsminister. Han fortsatte som minister under Lyndon B. Johnson och efterträddes 1965 av John T. Connor. Han flyttade sedan tillbaka till Chapel Hill.
Hodges grav finns på Overlook Cemetery i Eden i North Carolina.